# Фёдоровка (Изюмская городская община)
Федоровка (укр. Федорівка) — село, 
Бригадировский сельский совет,
Изюмский район,
Харьковская область.
Код КОАТУУ — 6322881504. Население по переписи 2001 года составляет 248 (109/139 м/ж) человек.

## Географическое положение
Село Федоровка находится на левом берегу реки Мокрый Изюмец, выше по течению на расстоянии в 2 км расположено село Липчановка, ниже по течению на расстоянии в 3,5 км расположен город Изюм, на противоположном берегу реки расположены сёла Искра и Крамаровка.

## Экономика
- Молочно-товарная ферма.

## Достопримечательности
- Братская могила советских воинов.